# Pupkowizna (przystanek kolejowy)
Pupkowizna – zlikwidowany przystanek osobowy w Pupkowiźnie na linii kolejowej Myszyniec – Kolno, w powiecie ostrołęckim, w województwie mazowieckim, w Polsce.